# Rodolfo Sánchez Taboada, Sinaloa
Rodolfo Sánchez Taboada är en ort i Mexiko.   Den ligger i kommunen Salvador Alvarado och delstaten Sinaloa, i den västra delen av landet, 1 200 km nordväst om huvudstaden Mexico City. Rodolfo Sánchez Taboada ligger 15 meter över havet och antalet invånare är 504.
Terrängen runt Rodolfo Sánchez Taboada är mycket platt. Runt Rodolfo Sánchez Taboada är det ganska glesbefolkat, med 43 invånare per kvadratkilometer. Närmaste större samhälle är Guamúchil, 19,7 km öster om Rodolfo Sánchez Taboada. Trakten runt Rodolfo Sánchez Taboada består till största delen av jordbruksmark.